# Elaeocarpus sterrophyllus
Elaeocarpus sterrophyllus är en tvåhjärtbladig växtart som beskrevs av Schlechter. Elaeocarpus sterrophyllus ingår i släktet Elaeocarpus och familjen Elaeocarpaceae. Inga underarter finns listade i Catalogue of Life.